# Лесково (Калачеевский район)
Лесково — село в Калачеевском районе Воронежской области.
Входит в состав Хрещатовского сельского поселения.

## История
Село расположено на территории Хрещатовского сельсовета. Основано крестьянами-малороссами слободы Старая Меловая между 1770—1780 годами. По данным 1858 года в хуторе Лесковом 58 дворов с населением 624 человека. В 1872 году была открыта Константиновская церковь. К 1900 г. слобода насчитывала 162 двора с населением 1224 человека. Имелись 6 мельниц, маслобойка, крупорушка, 2 торговые лавки, церковно-приходская школа. В 20-е годы образуются сельхозобъединения «Заря», «Борец труда», «Труд», «Красная звезда» и «Новая жизнь». 1 января 1931 года из 382 хозяйств с населением 1844 человека села Лескова и хуторов Диденкова и Каменного организуется сельхозартель «Путь Ленина», а при разукрупнении — колхозы «Путь Ленина» и им. Кагановича. В 1950 г. хозяйства вновь объединили. В 1976 г. в селе 419 дворов с населением 1022 человека. На январь 1996 года — 405 дворов с населением 940 человек.

## Население
По переписи 2010 года в селе было 427 подворий.

## Улицы
| - ул. ХХ Партсъезда, - ул. Гагарина, - ул. Красноармейская, - ул. Мельникова, - ул. Мичурина, | - ул. Октябрьская, - ул. Первомайская, - ул. Садовая, - ул. Степная, - ул. Шевченко, | - пер. Горького, - пер. Прудный, - пер. Пушкина. |

## Известные жители и уроженцы
- Мельников Фёдор Маркович — Герой Советского Союза
- Вербицкий, Митрофан Фомич (род. 1930) — Герой Социалистического Труда